# هوجو اوجیترو
هوجو اوجیترو (به ژاپنی: (北条 氏照 Hōjō Ujiteru); ۱ ژانویهٔ ۱۵۴۰ – ۱۰ اوت ۱۵۹۰) سامورایی پسر هوجو اوجی‌یاسو اهل ژاپن بود. وی صاحب قلعه هاچی‌اوجی بود که اکنون در توکیو قرار دارد.